# Вент, Фритс Вармолт
Фритс Вармолт Вент (англ. Frits Warmolt Went; 18 мая 1903, Утрехт, Нидерланды — 1 мая 1990, Рино, штат Невада, США) — американский физиолог растений голландского происхождения. Член Национальной академии наук США (1947).

## Биография
Родился Фритс Вент 18 мая 1903 года в Утрехте. Сын биолога Фририха Вента.
В 1922 году поступил в Утрехтский университет, который окончил в 1927 году. В 1928 году переехал на остров Яву, где 2 года отработал в Королевском ботаническом саду Бейтензора. В 1930 году решил связать свою жизнь с США и остался там, проведя три года без фактической работы. Наконец в 1933 году был приглашён в Калифорнийский технологический институт в Пасадене, где проработал 23 года, при этом в 1935 году был назначен на должность профессора. В 1958 году был избран директором Миссурийского ботанического сада в Сент-Луисе, где проработал до 1963 года. В 1965 году назначен на должность профессора ботаники в Институте пустынь в Рино, где проработал фактически до смерти.
Скончался Фритс Вент 1 мая 1990 года в Рино.

## Научные работы
Основные научные работы посвящены исследованию фитогормонов.
- 1926—28 — одновременно с Н. Г. Холодным выдвинул фитогормональную теорию тропизмов, названной впоследствии теорией Холодного — Вента.
- 1928 — выделил один из гормонов роста, названных позднее ауксинами.
- 1934 — совместно с К. В. Тиманном и Ф. Скугом изучал механизм трансформации ауксинов в растении.
- 1949 — под его руководством был построен первый фитотрон.
- Одним из первых исследовал фитогормоны.
- Провёл серию экспериментов по установлению закономерных связей между внешними условиями и ростовыми процессами у растений.
- Считал, что корешки у растения образуются с помощью гипотетического гормона — ризокалина.

## Избранные сочинения
- Вент Ф. В мире растений. — М.: Мир, 1972. — 192 с.